# Simone Parodi
Simone Parodi (San Remo, Italia; 16 de junio de 1986) es un jugador profesional de voleibol italiano, receptor/atacante en la selección italiana y en el Lube Macerata.

## Biografía
Después de unos años en las divisiones regionales en la temporada 2005/2006 ficha por el PV Cuneo; en 2006/2007 juega cedido en el Volley Corigliano de Segunda División con el cual gana el campeonato antes de regresar en Cuneo y quedarse por una temporada. Nuevamente juega cedido por un año, esta vez en el Blu Volley Verona en Serie A1, alcanzando los 300 puntos en toda la temporada.
En el verano de 2009 regresa por tercera y última vez en Cuneo donde entre 2009 y 2011 gana Campeonato, Copa y Supercopa en Italia y la Copa CEV en Europa.
En la temporada 2011/2012 ficha por el Lube Macerata ganando dos campeonatos más.
Desde 2008 forma parte de la selección italiana; con los Azzurri consigue ganar las medallas de plata en los Campeonatos Europeos de 2011 y de 2013 y las de bronce en los Juegos Olímpicos de Londres 2012 y en las Ligas Mundial de 2013 y de 2014.

## Palmarés

### Clubes
- Segunda División de Italia A2 (1) : 2006/2007
- Campeonato de Italia (3) : 2009/2010, 2011/2012, 2013/2014
- Copa de Italia (1) : 2010/2011
- Supercopa de Italia (2) : 2010, 2012
- Copa CEV (1): 2009/2010